# Wang Hu
Wang Hu är en sjö i Kina. Den ligger i provinsen Hubei, i den centrala delen av landet, omkring 130 kilometer sydost om provinshuvudstaden Wuhan. Wang Hu ligger 13 meter över havet. Arean är 37 kvadratkilometer. Den sträcker sig 7,0 kilometer i nord-sydlig riktning, och 10,0 kilometer i öst-västlig riktning.
Genomsnittlig årsnederbörd är 2 084 millimeter. Den regnigaste månaden är maj, med i genomsnitt 332 mm nederbörd, och den torraste är januari, med 56 mm nederbörd.